# Ildefonso Marzo
Ildefonso Marzo y Sánchez historiador y literato español (Alhaurín el Grande (Málaga) 14 de noviembre de 1794 - Alhaurín el Grande (Málaga) 14 de julio de 1856). 
Ildefonso Marzo nace en el seno de la familia Marzo, ilustrada familia llegada a Alhaurín el Grande en 1754, formando parte de la segunda generación nacida en Málaga. Hijo de Alfonso Marzo y Torres y de María Sánchez y Fernández de Medina. 
Figura olvidada del panorama intelectual andaluz de la primera mitad del siglo XIX, fue a lo largo de su vida autor de una sustancial y controvertida obra a caballo entre la historia y la literatura, de la que destaca especialmente su Historia de Málaga y su provincia ,primera obra que puede llevar, con propiedad, dicho título, tras la provincilización realizada por Francisco Javier de Burgos. 

## Obra histórica y literaria
Tras una convulsa carrera militar iniciada en la Guardia de Corps se ve involucrado en las luchas y vaivenes políticos que enfrentan a Liberales y Absolutistas, apoyando firme y decididamente a los segundos. Concluida en la década de 1830, Ildefonso Marzo retornaría a Alhaurín el Grande para hacerse cargo de la escribanía de su localidad natal, en la que sucede a su padre, Alfonso Marzo y Torres.
Desde esta villa del Valle del Guadalhorce participaría de lleno en la vida literaria de la provincia de Málaga, siendo un destacado seguidor de corrientes como el Romanticismo y el Costumbrismo. Sus principales trabajos, aparecerán en la revista literaria El Guadalhorce, si bien publicó también en cabeceras como la Revista Pintoresca del Avisador Malagueño, y los periódicos moderados Diario Español y La España, ambos editados en Madrid. Nombrado miembro de la Comisión Provincial de Monumentos Artísticos,compagina este cargo con las Corresponsalías de la Biblioteca Nacional y la Real Academia de la Historia. 
El hecho de ostentar estos puestos le mantendría en contacto con las más altas instituciones culturales y políticas del recién implantado estado liberal, que serían informadas por Marzo en primera instancia de cuantos acontecimientos pudieran resultarles de utilidad, lo que provocaría que su nombre quedara unido a iniciativas de tanta trascendencia y calado como la fundación del Liceo Malagueño o el descubrimiento, en la zona de El Ejido de la capital malagueña de la importantísima Lex Flavia Malacitana